# Löytöjärvi (sjö i Kajanaland, lat 64,12, long 30,27)
Löytöjärvi är en sjö i Finland. Den ligger i kommunen Kuhmo i landskapet Kajanaland, i den östra delen av landet, 500 km nordost om huvudstaden Helsingfors. Löytöjärvi ligger 255 meter över havet. Den är 4,5 meter djup. Arean är 36,2 hektar och strandlinjen är 3,76 kilometer lång. Sjön  ingår i Uleälvens huvudavrinningsområde.   I omgivningarna runt Löytöjärvi växer i huvudsak barrskog.